# Dorfkirche Vietznitz

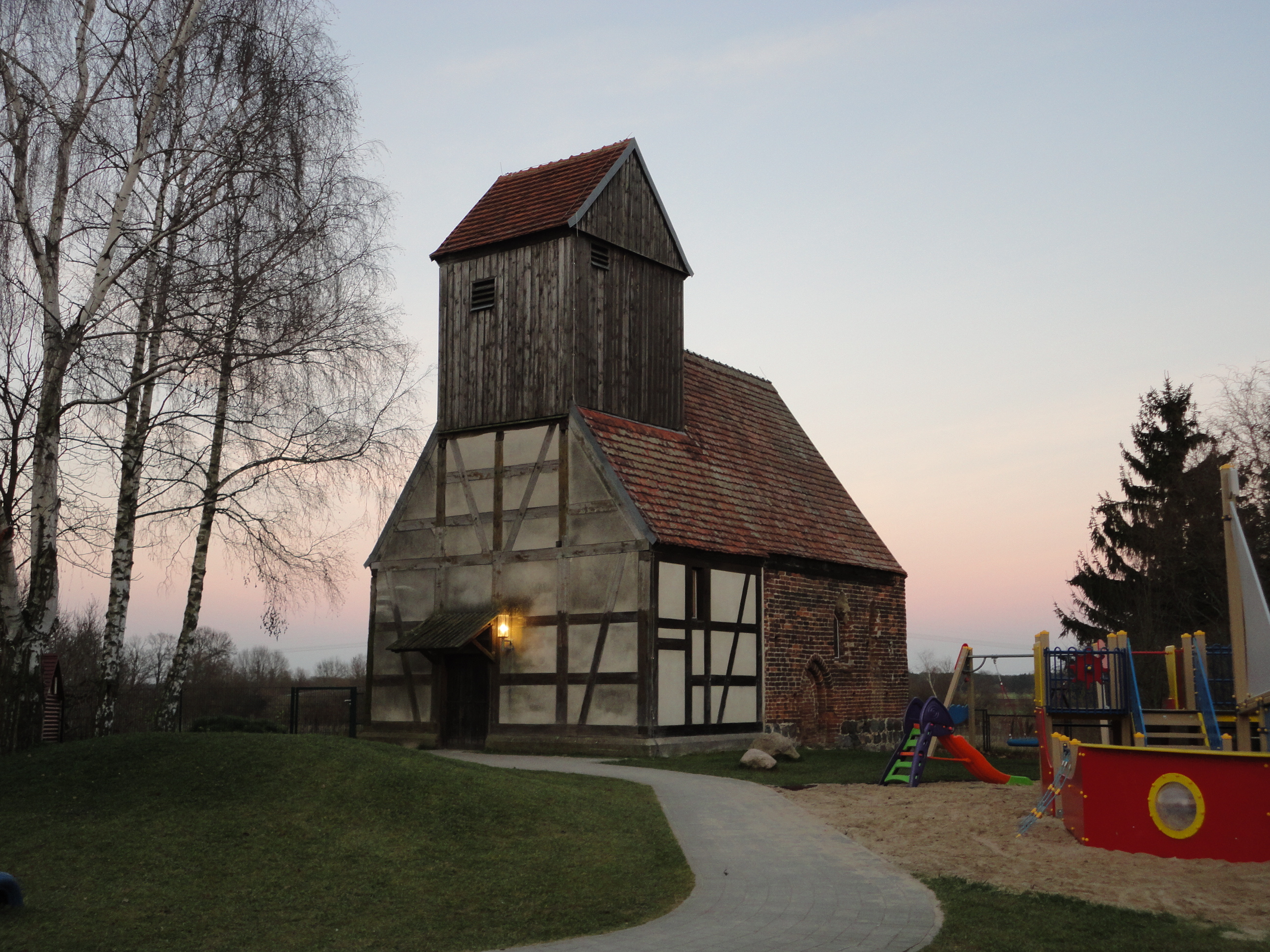
Dorfkirche in Vietznitz

Die evangelische Dorfkirche Vietznitz ist eine Saalkirche in Vietznitz, einem Ortsteil der Gemeinde Wiesenaue im brandenburgischen Landkreis Havelland. Die Kirche gehört zur evangelischen Kirchengemeinde Friesacker Ländchen im Kirchenkreis Nauen-Rathenow der Evangelischen Kirche Berlin-Brandenburg-schlesische Oberlausitz. Das Gebäude steht unter Denkmalschutz.

## Baubeschreibung
Das Kirchengebäude steht im Vietznitzer Ortskern, etwas abseits der Ringstraße. Auffällig ist die Gliederung in einen östlichen, spätgotischen Backsteinbau, der innen etwas schmaler ist, und einen westlichen, barocken Fachwerkbau mit einem verbretterten Dachturm. Der Backsteinbau entstand vermutlich Mitte des 16. Jahrhunderts. Dessen östlicher Giebel war wohl einst abgetreppt. Im 17. Jahrhundert wurde der Bau durch den Fachwerkanbau mit Dachturm verlängert.
Der Innenraum wird von einer Flachdecke überspannt. An der Westwand befindet sich eine Empore. Ein Blockaltar stammt einer Inschrift zufolge aus dem Jahr 1690 und der Altaraufsatz aus dem Jahr 1695. Der Altaraufsatz, der 1836 restauriert wurde, zeichnet sich durch einen zweigeschossigen Aufbau mit flankierenden, gewundenen Säulen und ausgesägten Wangen aus. Im Hauptfeld stellt ein Gemälde die Verkündigung an die Hirten dar und im Aufsatz die Himmelfahrt.
Der achteckige Kanzelkorb stammt wohl aus dem Jahr 1686. In zwei Reihen sind Brüstungsfelder mit Darstellungen von Christus und neun Aposteln angeordnet, die wahrscheinlich aus der ersten Hälfte des 19. Jahrhunderts stammen. Auf den Bildflächen einer achteckigen, hölzernen Taufe aus dem 17. Jahrhundert sind ein Christusknabe mit einer Weltkugel und Kinderfiguren abgebildet. Die Glocke stammt möglicherweise noch aus dem 13. Jahrhundert.